# Dinastia Guideschi
Els Guideschi, o Guidoni (Llatins: Vitton, Francès: Widonides, Alemany: Guidonen o Widonen, italià Guideschi/Guidoni o Vitone, català Guidònides) van ser una família italiana nobiliària d'origen franc que fou prominent al segle ix.
L'epònim fou Guiu de Nantes († entre 814 i 818), comte i marquès de Nantes (a la Marca de Bretanya), els orígens del qual es poden seguir fins al temps del regne d'Austràsia, que vivia a finals del segle viii i començaments del IX: l'abundància d'aquest nom (Guiu, Guy, Wido, Guido) entre els seus descendents explica la designació de Guidònides a la família.
Es van traslladar a Itàlia en les guerres entre els fills de Lluís el Pietós. Fou una dinastia agressiva que va expandir la seva base de poder a Itàlia, el ducat de Spoleto, confrontat als Estats Pontificis, generalment lleials al Sacre Imperi carolingi i quasi sempre contraris al Papa. Durant tot el segle ix van competir amb una altra família dinàstica italiana d'origen franc, els Supònides, a la que disputaven el Ducat de Spoleto i l'hegemonia sobre Itàlia. Van emparentar amb els emperadors carolingis per via matrimonial, els que els va conduir fins al tron d'Itàlia i el Sacre Imperi, així com a aspirar a la successió del trono de França, on foren derrotats pels robertins.
El primer membre de la família en destacar a l'escena política fou el net de Guiu de Nantes, Guiu I amb el nom italià de Guido de Spoleto, segon fill de Lambert I de Spoleto i de la seva segona esposa Adelaida de Llombardía, que era filla de Pipí d'Itàlia, rei d'Itàlia i fill major de Carlemany (amb el que connectava la seva dinastia amb la dinastia carolíngia). Guiu I fou investit el 842 com a duc de Spoleto per l'emperador Lotari I, como vuit anys abans (834) ho havia estat el seu pare Lambert. Guiu I fou molt actiu a Lotaríngia i a Itàlia, casant-se amb una noble llombarda, Ita de Benevent, filla del príncep de Benevent Sicó I i fonamentant-se així el seu poder als territoris llombards del sud d'Itàlia, l'anomenada Llombardia menor. Els descendents de Guiu I i d'Ita van governar el Ducat de Spoleto fins a l'any 898, quan un dels darrers representants de la dinastia, Guiu IV de Spoleto, va morir assassinat pel seu successor al ducat. Aquest Guiu IV fou també el príncep de Benevent que va aconseguir expulsar els romans d'Orient del seu principat l'any 895.
Els guidoni o guidònides més notables foren Guiu III de Spoleto i el seu fill Lambert II de Spoleto, perquè els dos van arribar a ser reis d'Itàlia i emperadors, el primer fou coronat el febrer de l'any 889 a Pavia com a rei d'Itàlia i el 28 de febrer de 891 como emperador del Sacre Imperi Romano-Germànic, i el segon ho fou a la mort del seu pare el desembre de 894 (encara que ja estava associat als dos trons, com a co-rei d'Itàlia des del maig del 891 i com a coemperador, probablement des del 23 de febrer de 892).
Abans de ser rei d'Itàlia, Guiu III de Spoleto va intentar convertir-se en rei de Frància Occidental amb l'ajuda del seu cosí l'arquebisbe de Reims, Fulquer el Venerable, i aprofitant que els nobles francs de la Frància Occidental havien deposat a Carles III el Gros com a rei (i emperador del Sacre Imperi). Va arribar a ser coronat el gener del 888 com a rei dels francs per l'arquebisbe de Langres, però la coronació del comte de París, Eudes (de la casa de los Robertins), un mes després a Compiègne, i el suport majoritari de la noblesa francesa a la seva causa, el van obligar a resignar el títol i retornar a Itàlia, on amb l'ajut del Papa va aconseguir succeir a Carles III el Gros com a rei d'Itàlia i emperador.

## Principals membres
- Guiu, Comte de Nantes i de la Marca de Bretanya († vers 814/818)
- Hrodolt o Frodoald, comte de Vannes
- Guiu, comte de Vannes, fill de l'anterior (†834)
- Lambert I, (†836) comte de Nantes, de 818 a 834, fill de Guiu de Nantes
- Lambert II, comte de Nantes i d'Angers o Anjou (†852)
- Guiu I de Spoleto (Dux Vito di Spoleto †860), duc de Spoleto 843-860, fill de Lambert I de Nantes.
- Lambert I de Spoleto (†880), fill de l'anterior, duc 860-871 i 875-879
- Guiu II de Spoleto, duc 876-882
- Guiu III de Spoleto, duc 882-894, rei d'Itàlia i emperador d'Occident 891-894 (†894)
- Lambert II de Spoleto, duc 894-895, rei d'Itàlia i emperador 894-898 (†898)
- Guiu IV de Spoleto (també duc Guiu de Benevent 895-897), duc 895-898